# Acanthormius curvidentatus
Acanthormius curvidentatus är en stekelart som beskrevs av Van Achterberg 1995. Acanthormius curvidentatus ingår i släktet Acanthormius och familjen bracksteklar. Inga underarter finns listade i Catalogue of Life.